# Gran sello del estado de Luisiana
El gran sello del estado de Luisiana fue adoptado como sello oficial del estado en 1902. El escudo muestra una pelícano madre blanco (el ave oficial del estado) atendiendo a tres crías en su nido. En representaciones más detalladas la madre pelícano es mostrada desgarrando carne de su pecho a fin de alimentar sus crías. Aunque esto puede parecer un ejemplo exagerado de devoción en la crianza, esta es una práctica típica de las madres pelícano en circunstancias extremas. Aunque el número de crías ha variado a través de los años, desde la representación actual de tres hasta no menos de doce, la premisa y el diseño general han permanecido intactos. El lema del estado de Luisiana, «Union, Justice, Confidence» («Unión, Justicia, Confianza») rodea a los pájaros en el escudo actual.

## Escudos de armas históricos de Luisiana

Escudo de armas de la Luisiana Francesa
Escudo de armas de Nueva Francia (1534–1763)
Escudo de armas de Luisiana (Nueva España) (1763-1803)
Diseño del sello anterior (1804-1812)
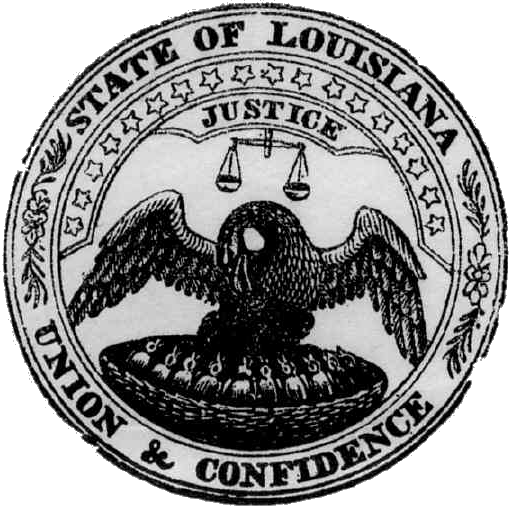
Diseño del sello anterior (1802-1876)
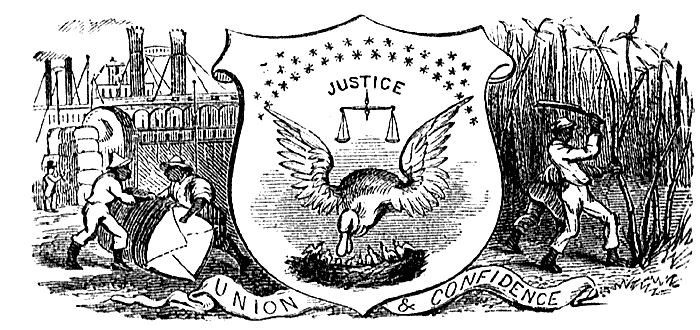
Sello Estatal de Luisiana (1876–1879)
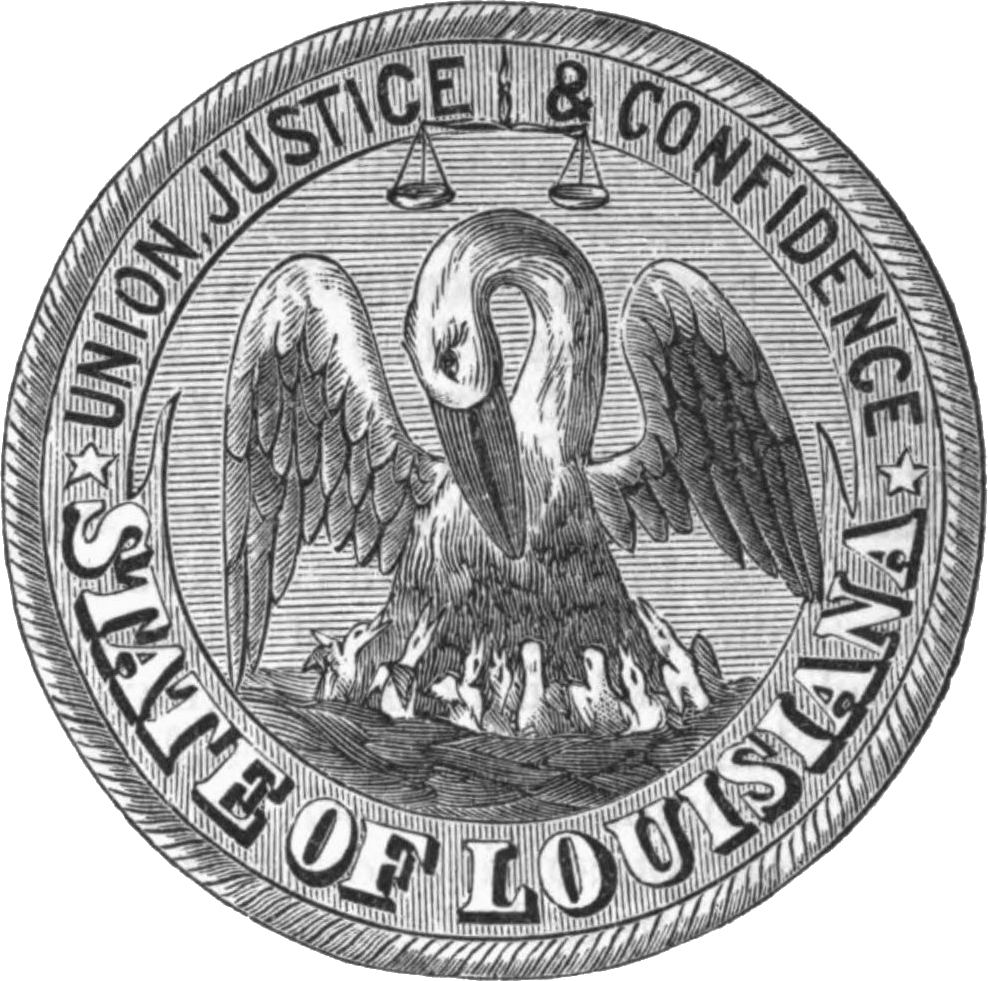
Sello de Luisiana (1879–1890)
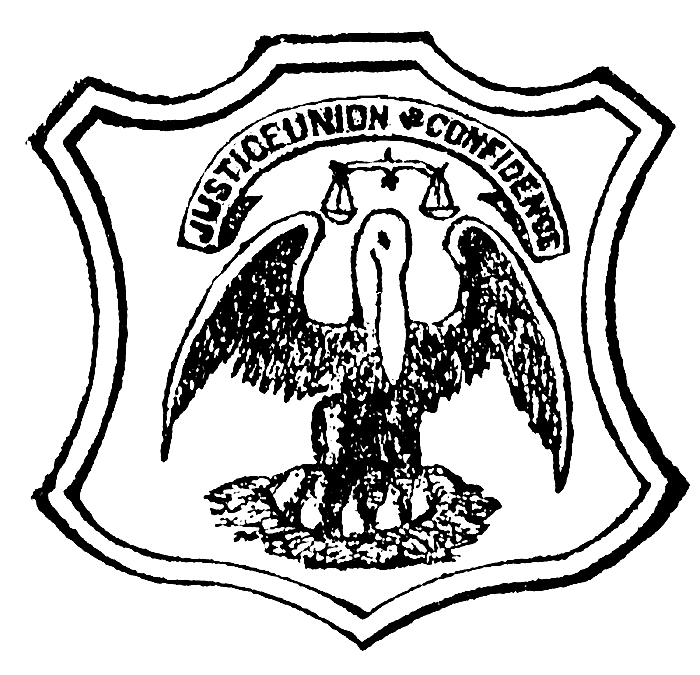
Sello Estatal de Luisiana (1890–1902)
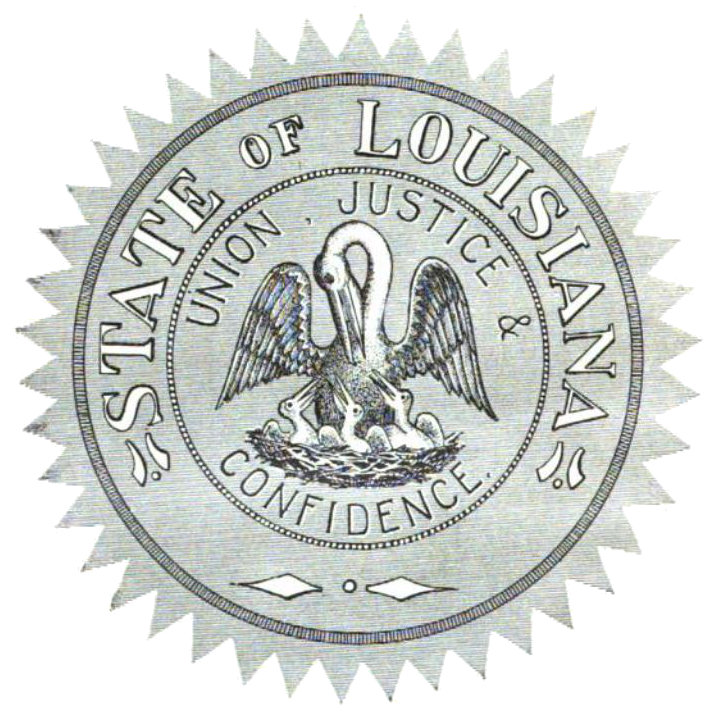
Antiguo diseño del sello establecido en 1902
Sello Estatal de Luisiana (1902–2006)
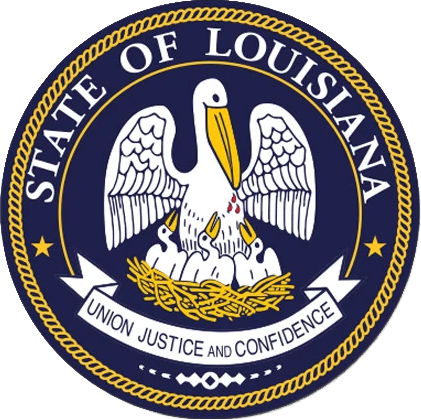
Sello Estatal de Luisiana (2006–2010)

## Sellos gubernamentales de Luisiana

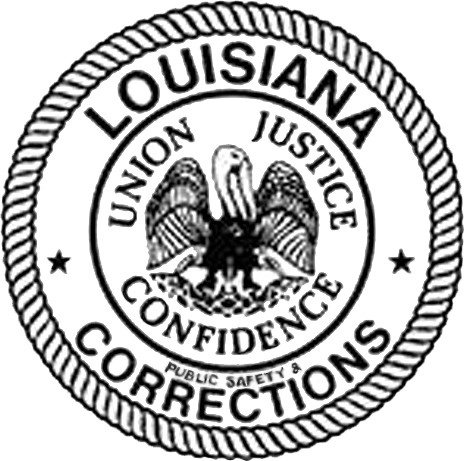
Sello del Departamento de Seguridad Pública y Correcciones de Luisiana